# Сан Мартино ин Пенсилис
Сан Мартѝно ин Пенсѝлис (на италиански: San Martino in Pensilis) е малко градче и община в Централна Италия, провинция Кампобасо, регион Молизе. Разположено е на 281 m надморска височина. Населението на общината е 4814 души (към 2013 г.).